# Piešťany
Piešťany (tysk Pistyan, ungarsk Pöstyén) er en by i det vestlige Slovakiet, som er beliggende cirka 80 km nordøst for hovedstaden Bratislava. Byen har et areal på 44,2 km² og en befolkning på 26.668 indbyggere (2023).

## Eksterne links
- Officielle hjemmeside

- Wikimedia Commons har flere filer relateret til Piešťany